# 真里谷朝信
真里谷 朝信（まりやつ とものぶ、生年不詳 - 天文13年8月7日（1544年8月25日））は、戦国時代の人物。真里谷武田家（上総武田氏）の一族。上総小田喜城（後の大多喜城）の城主。

## 出自
『上総国大多喜根古屋城主武田殿系図』によると、小田喜城の築城者である真里谷信清の孫で、父の名は真里谷直信。近年の研究で、当時の真里谷武田家の当主の真里谷恕鑑の実名が信清であったと考えられるようになったが、恕鑑と朝信の祖父の信清とは別人と考えられている。黒田基樹は、小田喜武田氏の成立は永正年間から大永年間にかけてのころであり、また、通字である「信」の位置から小田喜の武田氏は、元々は長南武田家の一族であった可能性を示唆している。
妻は真里谷信隆の家臣である後藤氏の娘。また、娘が里見義豊の妻に嫁いだともされるが（『三浦系図伝』）、世代的な整合性がないことから疑問が呈されている。黒田基樹は、当主である信清（恕鑑）との誤伝であると推測し、また、里見義豊と関連する朝信の事蹟については、朝信本人のものと信清（恕鑑）のものが混在していると考察する。

## 生涯
里見氏の内紛（天文の内訌）の際に、主君真里谷恕鑑の命により自分の娘婿でもある里見義豊の救援に向かう。だが、義豊は里見義堯に討たれてしまい、朝信は対抗して安房天津城を占拠して城主となる。
恕鑑の死後の後継者争いでは、真里谷信応を支持する真里谷全方など一族の意向に反し、朝信は信応の庶兄である真里谷信隆を支持して信応方についた里見義堯と再び争ったという。ただし、近年の研究では、里見氏は当初は信隆支持派であり、本家の家督争いとは別に何らかの形で朝信と義堯との間に対立があったのではないかと推測されている。
1541年頃には、里見義堯の重臣である正木時茂が天津城を攻めると、城は正木軍の攻勢を支えきれずに落城するなど、朝信の勢力圏は正木時茂・正木時忠兄弟の攻勢にさらされるようになった。既に真里谷武田家は内紛で弱体化し、上総は後北条氏と里見氏の草刈場と化していた。時茂・時忠の北上は続き、劣勢の朝信は抗戦したが、1544年には上総刈谷原（現在の千葉県いすみ市）の戦いにおいて時茂によって討たれ、小田喜城は時茂によって奪われてしまった。以後、時茂の小田喜正木氏が東上総を支配することになる。
異説として、『三浦系図伝』によると、子である信正と椎津城に逃れ、その地で戦死したとされる。